# نبرد کالودن
نبرد کالودن (‎/kəˈlɒdən/‎؛ گیلی اسکاتلندی: Blàr Chùil Lodair) آخرین رویارویی قیام یعقوبی ۱۷۴۵ بود. در ۱۶ آوریل ۱۷۴۶، ارتش یعقوبی چارلز ادوارد استوارت قاطعانه توسط نیروی دولتی بریتانیا به رهبری شاهزاده ویلیام آگوستوس، دوک کامبرلند، در دراماسی مور در نزدیکی اینورنس در ارتفاعات اسکاتلند شکست خورد. این آخرین نبرد تن به تن بود که در خاک بریتانیا انجام شد.
چارلز پسر ارشد جیمز استوارت، استوارت تبعیدی مدعی تاج‌و‌تخت بریتانیا بود. او با اعتقاد به وجود پشتیبانی برای بازسازی استوارت در اسکاتلند و انگلستان، در ژوئیه ۱۷۴۵ در اسکاتلند فرود آمد: با تشکیل ارتشی از حامیان اسکاتلندی یعقوبی، او ادینبرا را تا سپتامبر تصرف کرد و نیروی دولتی بریتانیا را در پرستونپانز شکست داد. دولت ۱۲,۰۰۰ سرباز را از قاره فراخواند تا با قیام مقابله کند: یک تهاجم یعقوبی در انگلیس قبل از بازگشت تا داربی رسید و تعداد نسبتاً کمی از نیروهای انگلیسی را جذب کرد.
یعقوبی‌ها، با حمایت نظامی محدود فرانسه، تلاش کردند تا کنترل خود را بر اسکاتلند تثبیت کنند، جایی که آن‌ها در اوایل سال ۱۷۴۶، با یک ارتش دولتی قابل توجه مواجه شدند. پیروزی توخالی یعقوبی در فالکرک نتوانست وضعیت استراتژیک را تغییر دهد: با كمبود تداركات و دستمزدها و با تدارک مجدد و سازماندهي مجدد نيروهاي دولتي تحت فرمان دوک كامبرلند، پسر پادشاه انگلیسی جرج دوم، رهبران یعقوبی‌ها گزینه‌های کمی به جز ایستادگی و مبارزه داشتند. دو ارتش در نهایت در کالودن، در زمینی که به نیروی بزرگ‌تر و استراحت کردهٔ کامبرلند برتری می‌داد، ملاقات کردند. نبرد تنها یک ساعت به طول انجامید و یعقوبی‌ها شکست خونینی را متحمل شدند؛ بین ۱,۵۰۰ تا ۲,۰۰۰ یعقوبی کشته یا زخمی شدند، در حالی که حدود ۳۰۰ سرباز دولتی کشته یا زخمی شدند. در حالی که شاید ۵,۰۰۰ تا ۶,۰۰۰ یعقوبی مسلّح در اسکاتلند باقی مانده بودند، رهبری تصمیم به پراکندگی گرفت و عملاً به قیام پایان داد.
کالودن و پیامدهای آن همچنان احساسات قوی را بر می‌انگیخت. دانشگاه گلاسکو به دوک کامبرلند دکترای افتخاری اعطا کرد، اما بسیاری از مفسران مدرن ادعا می‌کنند که عواقب نبرد و سرکوب متعاقب آن بر هواداران یعقوبی وحشیانه بود، و برای کامبرلند لقب «قصاب» را به ارمغان آورد. متعاقباً تلاش‌هایی برای ادغام بیشتر ارتفاعات اسکاتلند در پادشاهی بریتانیای کبیر انجام شد؛ مجازات‌های مدنی برای تضعیف سیستم قبیله‌ای اسکاتلند، که ابزار بسیج سریع ارتش را برای یعقوبی‌ها فراهم کرده بود، وضع شد.